# Verbena hybrida
Verbena hybrida là một loài thực vật có hoa trong họ Cỏ roi ngựa. Loài này được Voss miêu tả khoa học đầu tiên.